# Starnoenas cyanocephala
Starnoenas cyanocephala е вид птица от семейство Гълъбови (Columbidae), единствен представител на род Starnoenas. Видът е застрашен от изчезване.

## Разпространение
Видът е разпространен в Куба.